# Апаресида-ду-Риу-Доси
Апаресида-ду-Риу-Доси (порт. Aparecida do Rio Doce) — муниципалитет в Бразилии, входит в штат Гояс. Составная часть мезорегиона Юг штата Гояс. Входит в экономико-статистический  микрорегион Судуэсти-ди-Гояс. Население составляет 2514 человек на 2016 год. Занимает площадь 602,133 км². Плотность населения — 4,03 чел./км².

## Статистика
- Валовой внутренний продукт на 2014 год составляет 66 547,00 реалов (данные: Бразильский институт географии и статистики)[1].
- Валовой внутренний продукт на душу населения на 2014 год составляет 26 565,55 реалов (данные: Бразильский институт географии и статистики)[1].
- Индекс человеческого развития на 2010 год составляет 0,693 (данные: Программа развития ООН)[2].